# Рубікон (Вісконсин)
Рубікон (англ. Rubicon) — місто (англ. town) в США, в окрузі Додж штату Вісконсин. Населення — 2117 осіб (2020).

## Демографія
Згідно з переписом 2010 року, у місті мешкало 2207 осіб у 780 домогосподарствах у складі 636 родин. Було 811 помешкання
Расовий склад населення:
| - 98,5 % — білих - 0,5 % — азіатів - 0,1 % — чорних або афроамериканців |

До двох чи більше рас належало 0,7 %. Частка іспаномовних становила 0,9 % від усіх жителів.
За віковим діапазоном населення розподілялося таким чином: 22,7 % — особи молодші 18 років, 66,9 % — особи у віці 18—64 років, 10,4 % — особи у віці 65 років та старші. Медіана віку мешканця становила 42,3 року. На 100 осіб жіночої статі у місті припадало 109,0 чоловіків;  на 100 жінок у віці від 18 років та старших — 110,2 чоловіків також старших 18 років.
Середній дохід на одне домашнє господарство  становив 80 326 доларів США (медіана — 68 438), а середній дохід на одну сім'ю — 93 335 доларів (медіана — 83 889). Медіана доходів становила 52 659 доларів для чоловіків та 40 573 долари для жінок. За межею бідності перебувало 6,8 % осіб, у тому числі 12,0 % дітей у віці до 18 років та 0,8 % осіб у віці 65 років та старших.
Цивільне працевлаштоване населення становило 1181 особа. Основні галузі зайнятості: виробництво — 26,2 %, будівництво — 15,2 %, освіта, охорона здоров'я та соціальна допомога — 14,3 %.